# 荘原駅
荘原駅（しょうばらえき）は、島根県出雲市斐川町学頭にある、西日本旅客鉄道（JR西日本）山陰本線の駅である。

## 歴史
- 1910年（明治43年）

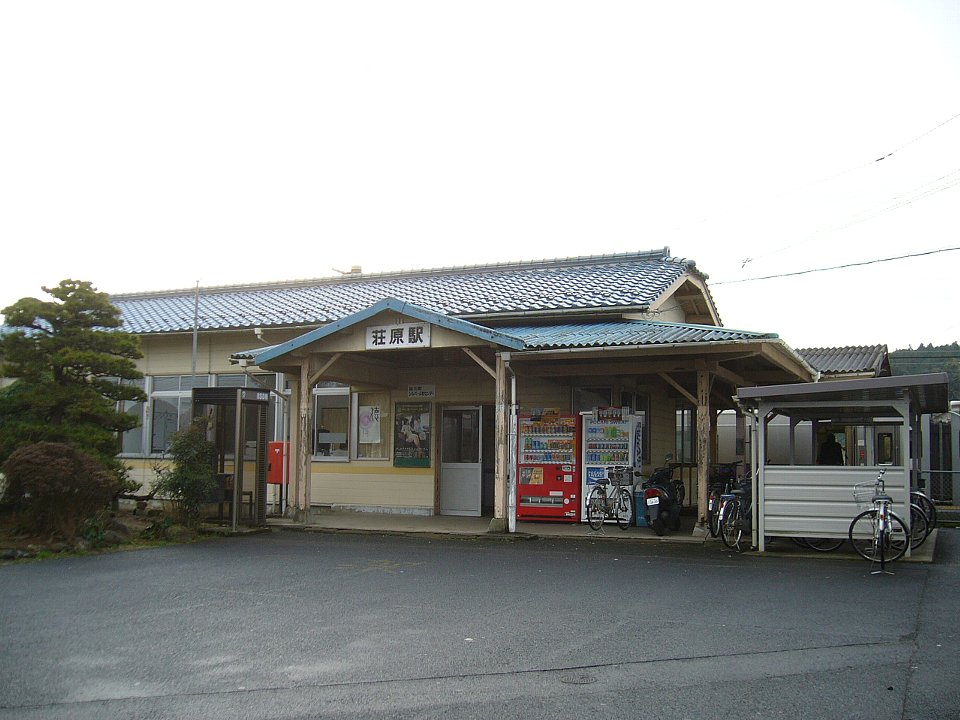
旧駅舎（2007年1月）

  - 6月10日：鉄道院山陰本線宍道駅 - 当駅間延伸時に終着駅として開設[1]。旅客・貨物取扱開始[1]。
  - 10月10日：山陰本線当駅 - 出雲今市駅（現・出雲市駅）間延伸。途中駅となる。
- 1972年（昭和47年）2月10日：貨物取扱廃止。
- 1985年（昭和60年）3月14日：荷物扱い廃止[1]。
- 1987年（昭和62年）4月1日：国鉄分割民営化に伴い、西日本旅客鉄道（JR西日本）の駅となる[1]。
- 1991年（平成3年）3月16日：無人駅化[2][3]。
- 1993年（平成5年）3月下旬：自動券売機設置、使用開始[4]。
- 1994年（平成6年）6月5日：斐川町シルバー人材センターが入居し[3]、簡易委託駅となる[5]。
- 2003年（平成15年）：再度無人駅化[6]。
- 2016年（平成28年）12月17日：ICカード「ICOCA」の利用が可能となる[7][広報 1]。ICカード専用簡易改札機で対応。
- 2020年（令和2年）3月9日：新駅舎使用開始（延べ床面積約58平方メートル平屋建）[8]。当初簡素化の予定だったが、出雲市が待合室とトイレが一体化した新駅舎を建設することとなった[9]。

## 駅構造
元は単式・島式ホーム混合2面3線構造であったが、山陰線高速化事業に伴い島式側の外線1線は撤去され、相対式ホーム2面2線となると共に、駅舎側の1番線を上下本線、反対側の2番線を上下副本線とした1線スルー方式となっている。両ホームは跨線橋で連絡している。前述の理由から当駅に発着する停車列車の大半は、上下線共に跨線橋を渡らずに済む駅舎側に停車する。
松江駅管理の無人駅。駅舎内に自動券売機が設置されている。

### のりば
| のりば | 路線     | 方向 | 行先               |
| ------ | -------- | ---- | ------------------ |
| 1・2   | 山陰本線 | 上り | 松江・米子方面     |
| 1・2   | 山陰本線 | 下り | 出雲市・大田市方面 |

#### 付記事項
- 通過列車及び行違いを行わない停車列車は上下線共1番のりばを通る。
- 反対方向からの通過列車と行違いを行う停車列車は、上下線共2番のりばに停車する。
- 停車列車同士の行違いの場合は、米子方面行（上り）が1番のりば、出雲市方面行（下り）が2番のりばに入る。

## 利用状況
2022年度の1日平均乗車人員は278人である。2004年度は338人、1994年度は358人、1984年度は325人だった。
近年の1日平均乗車人員の推移は以下の通り。
| 乗車人員推移 | 乗車人員推移 |
| 年度         | 1日平均人数  |
| ------------ | ------------ |
| 1999         | 366          |
| 2000         | 352          |
| 2001         | 359          |
| 2002         | 333          |
| 2003         | 357          |
| 2004         | 338          |
| 2005         | 343          |
| 2006         | 349          |
| 2007         | 353          |
| 2008         | 349          |
| 2009         | 345          |
| 2010         | 332          |
| 2011         | 344          |
| 2012         | 352          |
| 2013         | 364          |
| 2014         | 352          |
| 2015         | 356          |
| 2016         | 368          |
| 2017         | 342          |
| 2018         | 327          |
| 2019         | 319          |
| 2020         | 281          |
| 2021         | 268          |
| 2022         | 278          |

## 駅周辺
- 湯の川温泉
- 出雲いりすの丘
- 道の駅湯の川
- 荒神谷遺跡
  - 荒神谷博物館

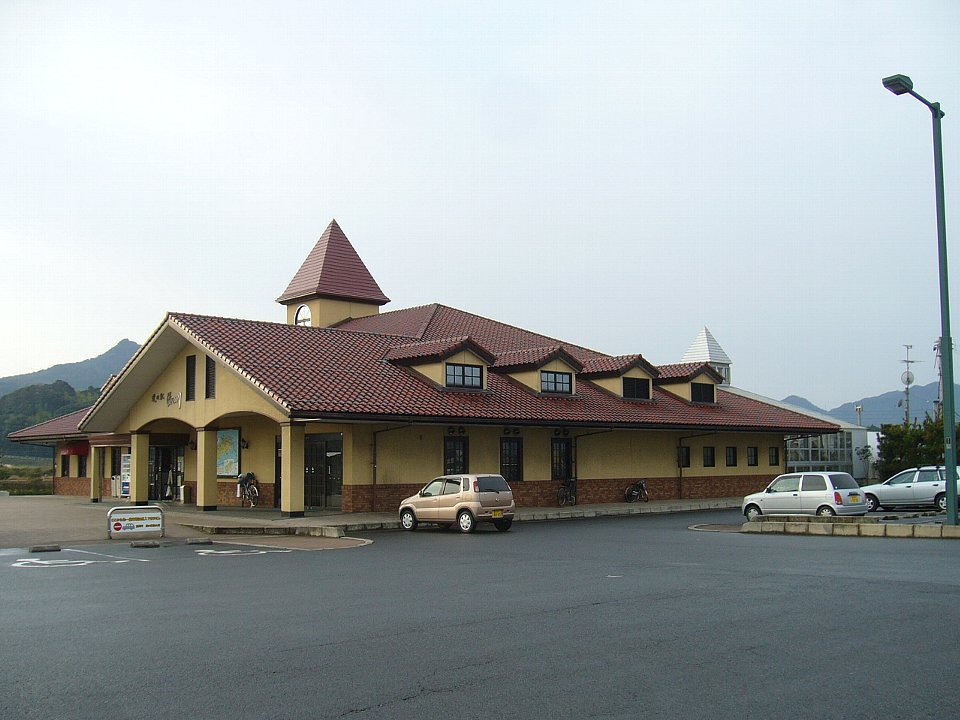
道の駅湯の川

  - 荒神谷史跡公園 - 「二千年ハス」というハス田がある[10]。
- SUPER CENTER PLANT斐川店
- 国道9号
- 島根県道196号荘原停車場線
- 斐伊川

## 隣の駅
西日本旅客鉄道（JR西日本）
 山陰本線
■普通
宍道駅 - 荘原駅 - 直江駅

#### 広報資料・プレスリリース等1次資料
1. ↑  山陰線（出雲市～伯耆大山駅間）、伯備線（根雨駅、生山駅、新見駅）ICOCAご利用開始日・自動改札機ご利用開始日決定! - 西日本旅客鉄道（2016年10月18日付）

#### 統計資料
1. ↑  “島根県統計書”. しまね統計情報データベース.   島根県政策企画局. 2025年2月4日閲覧。